# 在外ロシア正教会

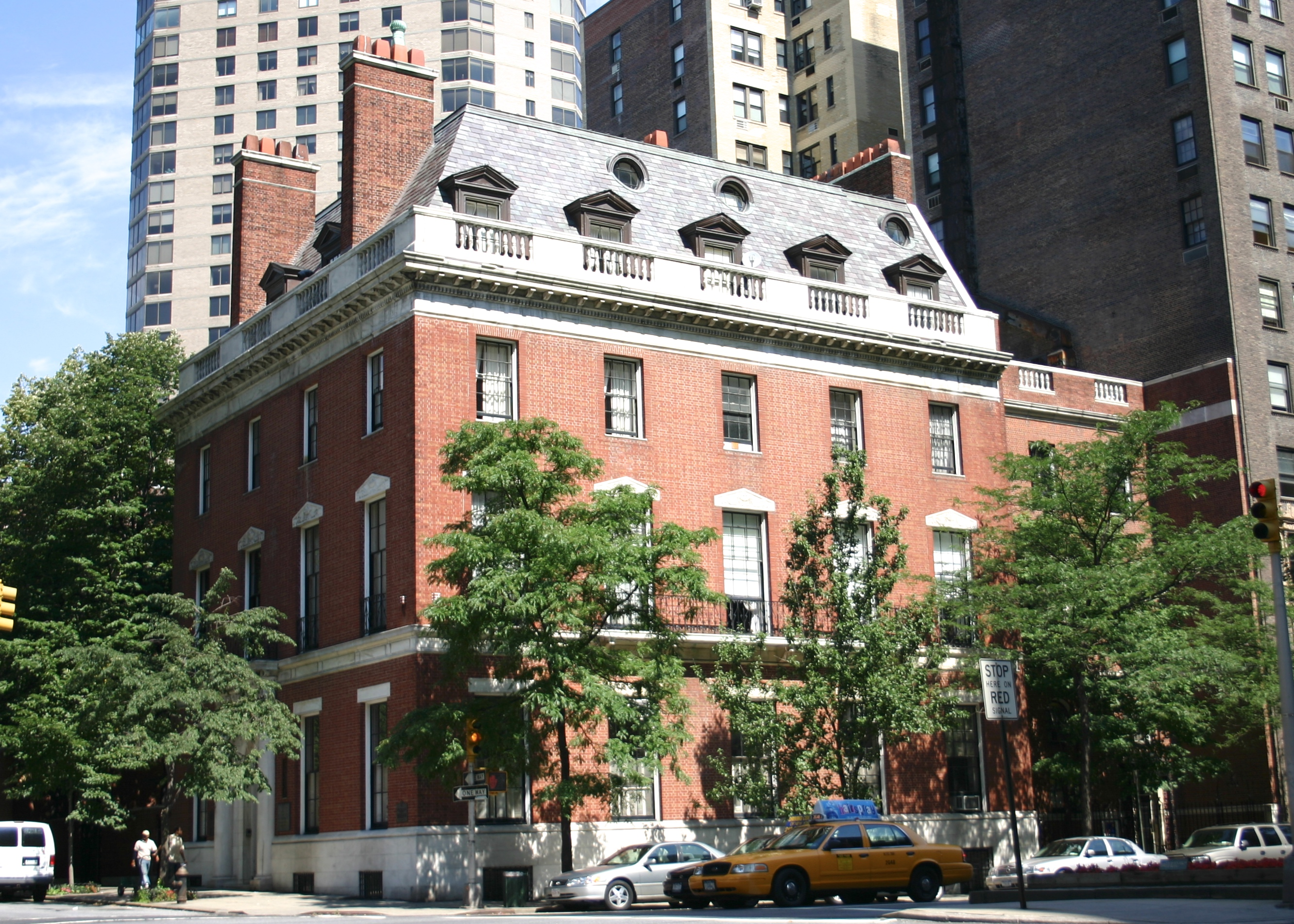
在外ロシア正教会の本部（ニューヨーク）

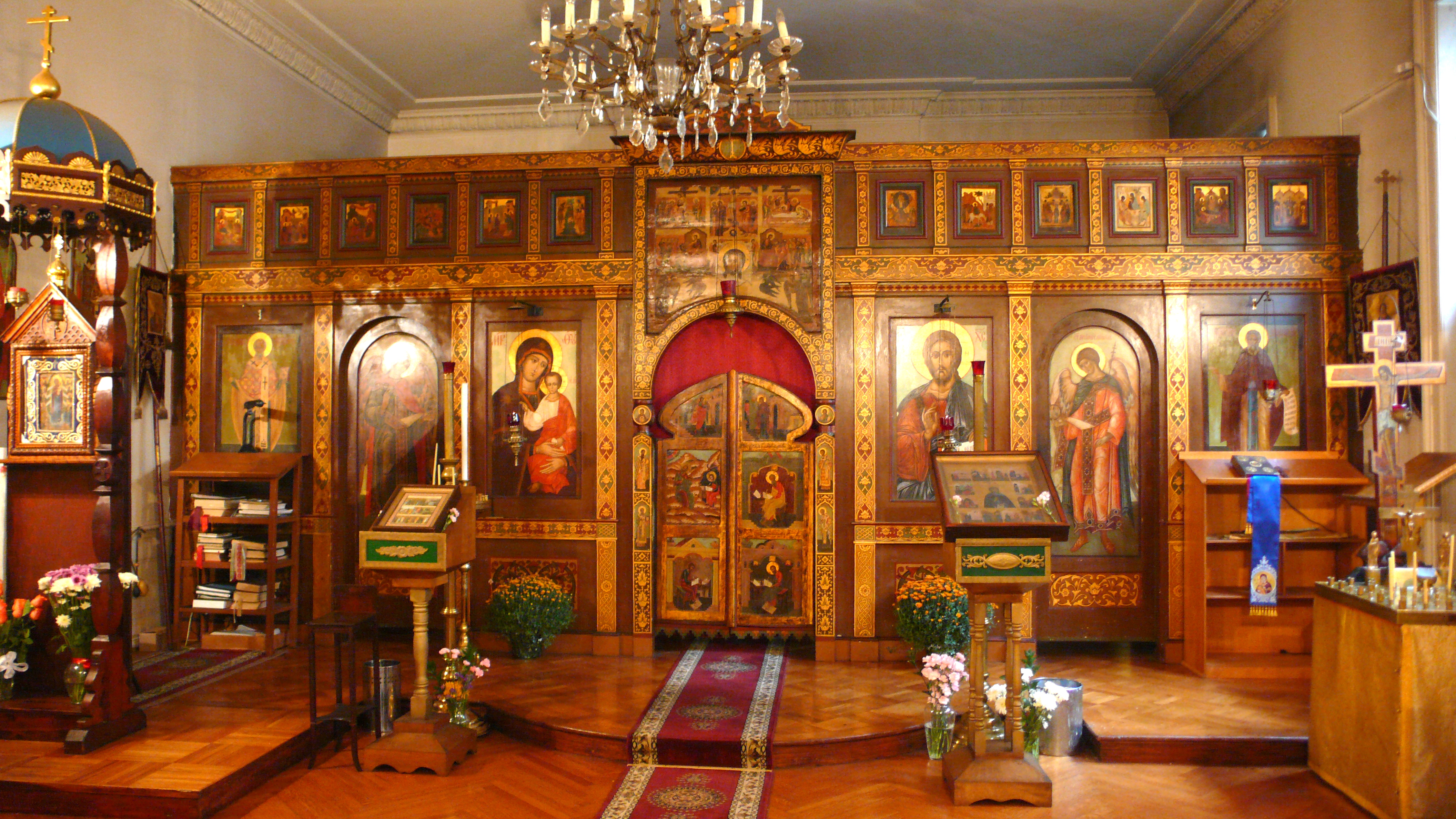
ニューヨーク本部の聖堂内観。正面にイコノスタス、右手にパニヒダ台が写っている。

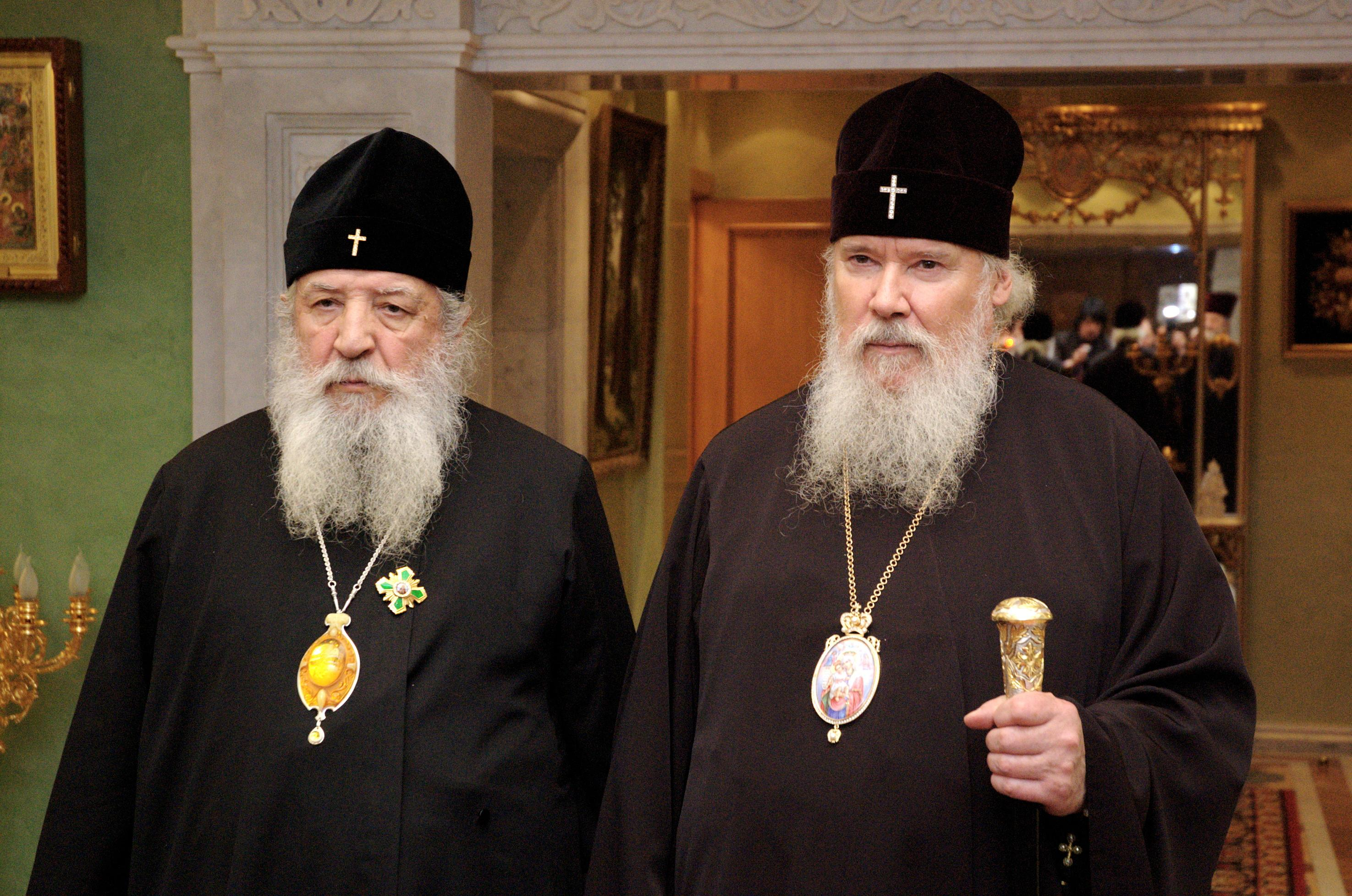
在外ロシア正教会のラウルス府主教（向って左）と、ロシア正教会のアレクシイ2世総主教（向って右）。2008年2月28日撮影。

在外ロシア正教会（ざいがいろしあせいきょうかい、英語: Russian Orthodox Church outside Russiaあるいは Russian Orthodox Church abroad、ロシア語: Русская православная церковь заграницей、略称英語: ROCOR）は、ロシア内戦中に主教を中心としたメンバーによって1921年に置かれた教会組織。白衛軍（白軍）統治下で最高教会管理局を運営した。

## 名称
「在外シノド系ロシア正教会」、「ロシア国外のロシア正教会」とも訳されるが、最近の学術論文では「在外ロシア正教会」が一般的である。当初、セルビアのカルロヴツィに本部を置いたため、当時はロシア国外で「カルロヴツィ・シノド」という表記も使われた。

## 概要
設立以来、ロシア正教会モスクワ総主教庁と関係を絶ちソビエト連邦外で活動を続け、ソビエト連邦の崩壊後の2007年にロシア正教会と和解するとモスクワ総主教庁の庇護の下に戻り、準自治教会 (Semi-autonomous) の地位を与えられている。
本部は当初、セルビアのカルロヴツィに置いたが、第二次世界大戦末の1944年9月にソ連赤軍に占拠される数日前、ウィーンへ移動、その後ミュンヘンを経てアメリカへ渡ると、現在はニューヨーク市マンハッタンのジョージ・F・ベイカー・ジュニア館に所在する。教会の範囲は北アメリカ、南アメリカ、ヨーロッパ、オーストラリア、ニュージーランドに広がり、世界の集会は400、信者数は合計40万人である。その内訳はアメリカ全国の集会は232、10の修道院、信者数9万2000人のうち9,000人は常時、教会へ通う信徒である。
なお、本部が移転したアメリカ国内には、在外ロシア正教会以外にも比較的大きな正教会組織として「在米国ギリシャ正教会」、「アメリカ正教会」などがある。
旧ソ連時代を通じて無神論を標榜する共産主義政権の影響下にあったモスクワ総主教庁の権威の正当性と、当局の圧力下・検閲下で表明される意思の真正性に対する疑問から、在外ロシア教会は長らくロシア正教会と関係を絶っていた。教会法では、いずれかの独立教会から承認を受けない正教会は合法と看做さなかったため、在外ロシア正教会は他の正教会組織からも非合法と看做されてきたのである。
しかし旧ソ連崩壊後、交渉が始まり、2007年5月17日、在外ロシア正教会とロシア正教会の和解が成立。現在では在外ロシア正教会はモスクワ総主教庁の庇護の下、準自治教会 (Semi-autonomous)としての地位が与えられている。一方で、この和解を認めず独立した少数派もいくつか誕生し、現在も存続している。
2008年3月16日、首座主教としてモスクワ総主教庁との和解を成立させたラウルス府主教（en）が永眠した。

## 歴史

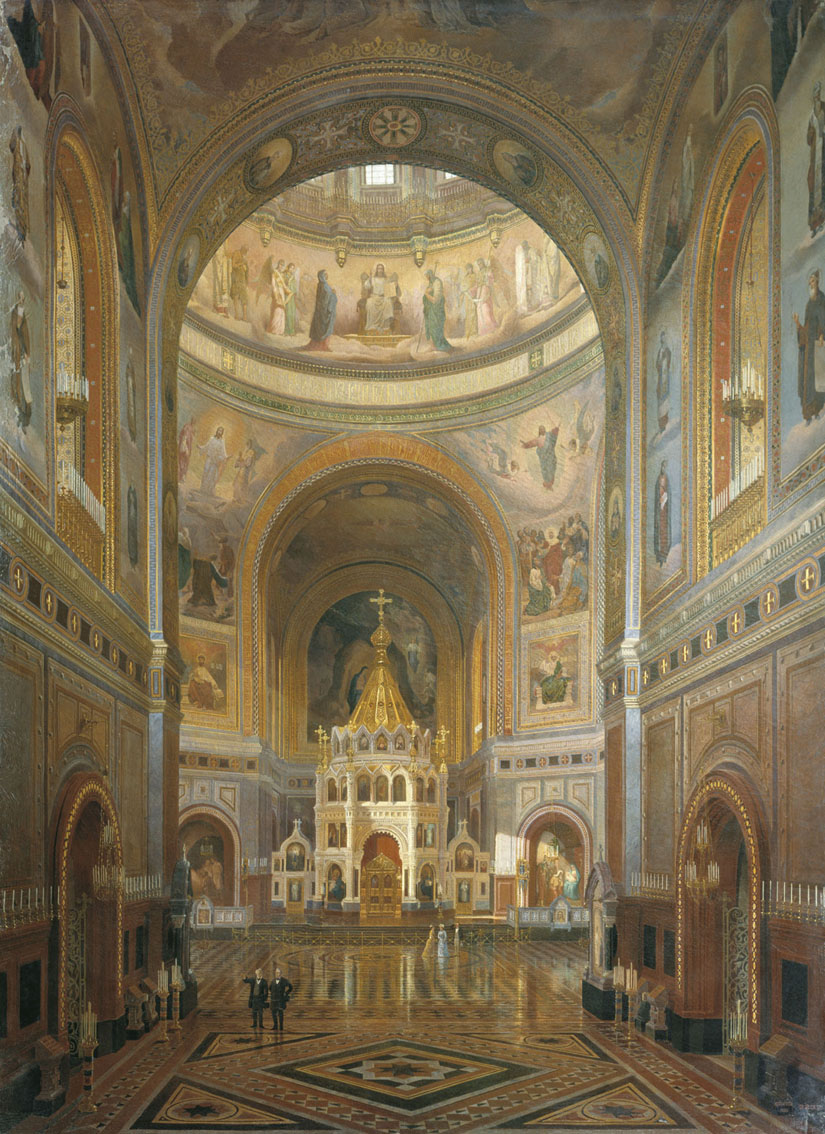
1883年に描かれた救世主ハリストス大聖堂の内観

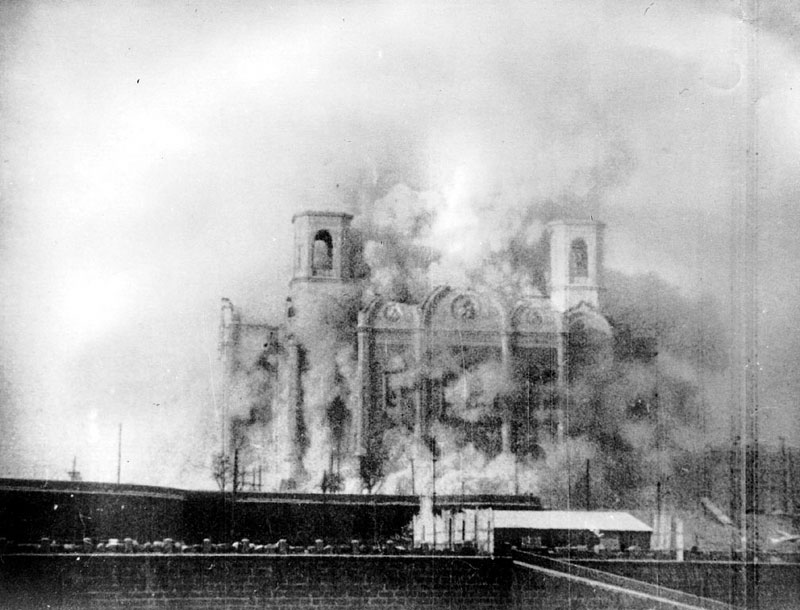
スターリンが爆破を命じ、崩れゆく救世主ハリストス大聖堂

当初は無神論を標榜する共産主義革命に対して激烈に非難する姿勢を示したモスクワ総主教ティーホンであったが、白衛軍統治下においてモスクワの教会の管理に手が及ばなくなると、隣接する教区との合同を条件として独自の教会管理局設置を追認した。
しかし、新設の教会管理局はまもなくロシア革命に反対し、帝政の再興を呼びかけるメッセージを発し始める。ティーホン総主教はそれを非難し、各地の信徒が革命政府から受ける弾圧のあまりの苛烈さから、一定程度の宥和姿勢を保とうとする。ティーホンは在外ロシア最高教会管理局の閉鎖と、これに代わる管理局の設置を要求し、従来の教会管理局では教会会議に一般信徒の参加を認めていたところを、在外ロシア正教会は一般信徒の所属できない主教シノドによって運営される組織へと再編された。一般信徒を退けた理由は、聖職者の半数が上述のメッセージに反対していたのに対し、大半の一般信徒は支持したからである。民主的な教会では、重要な事柄に関する投票にすら教会法に無知な一般信徒の投票権を認めていた。
この教会の存在について、同時代人はしばしば主教職の亡命の是非を問うた。教会には確かに「主教職は自ら任ぜられた主教区を勝手に離れてはいけない」という規則がある。しかし、主教たちが最高管理局設置のためにひとつところに集合した間に、それぞれの主教区が赤軍に占領された場合、また軍隊により捕縛、連行された場合、この規則を適用すべきかどうかは疑問である。
もうひとつ同時代人が問題視した課題とは、亡命した主教たちが中心となって設置した最高教会管理局が、在外のロシア正教会すべてを管理することの是非である。先のティーホンが出した条件に従うなら、在外にある限り、ロシア正教会はモスクワの管理を求めるか、あるいはそれが不可能な場合は隣接する主教区と合同の最高教会管理局設置が規定されている。その場合、モスクワの管理を求めるという名目で独自の教会運営を図ると、本来は分派活動と見なされるはずであるが、パリを中心とする教会グループは一時この手法を取った。
在外ロシア正教会の管理もソ連のもとにあるロシア正教会の管理も拒否したのが、アメリカのロシア系正教会（通称「北米メトロポリア」）である。モスクワのロシア正教会との和解は、パリを中心としたグループでは第二次大戦終了直後に済ませており、北米メトロポリアは1970年に成立させ、この時に独立教会アメリカ正教会が成立した。ところが、在外ロシア正教会はこの「和解」の非合法性を訴える。その中心には1927年にモスクワのセルギイ・ストラゴロドスキイ府主教が公にした「忠誠宣言」があり、セルギイは忠実な正教徒は同時に忠実なソヴィエト市民でありえると訴えた。ロシア国内の信徒は「教会に配慮してくださる」ソヴィエト政府に感謝し、在外のロシア正教会聖職者は文書でソヴィエト政府に忠誠を誓うように求められた。
しかしこの時、在外ロシア正教会の指導者たちは、同政府が教会になした迫害を訴えてセルギイの要求を拒否したため、府主教およびその後継者たちから「罷免」され分派と看做された。第二次世界大戦で対独戦に協力したセルギイは、ティーホン総主教没後、総主教「選出」の際に初めてヨシフ・スターリンの承認を受ける。在外ロシア正教会指導部の事務局を置いたセルビアに赤軍が接近し、指導部は国外へ脱出。ヨーロッパ各地に移転を重ね、アメリカ合衆国に行き着く。
戦後すぐにセルギイは永眠し、その後継のアレクシイ総主教は在外ロシア正教会の指導者に和解を呼びかけたが、拒否されている。

### ソ連崩壊後の和解

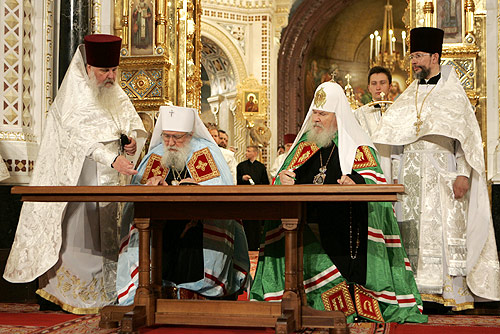
アレクシイ2世（右）とラウルス府主教（左）。ロシア正教会と在外ロシア正教会が交わすカノン上コミュニオン協定調印式にて

ソヴィエト体制崩壊後、セルギイ府主教の後継者が管理するモスクワ総主教教会と在外ロシア正教会の間で再び和解交渉が行われた。それまでモスクワ総主教教会は、在外ロシア正教会について否定的に叙述した冊子の再版を促していた。なお、作家のアレクサンドル・ソルジェニーツィンは、かつて在外ロシア正教会とモスクワ総主教の両方に和解を呼びかけたことがある。
2007年5月17日、モスクワに出向いた在外ロシア正教会とモスクワ総主教教会の双方が文書に調印して和解が成立すると、在外ロシア正教会は主流派正教会における教会法上の合法性を回復し、その信徒にも他の正教会での領聖が公認された。
一方、ブラジルの例では在外ロシア正教会のすべての教区がこの和解を拒否し、ほかにも和解を受け入れなかった教区も多く、現在もアガファンゲル府主教派、ヴィタリイ府主教派などが活動を継続している。
2022年2月24日のロシアのウクライナ侵攻以降、小教区ではウクライナに同情する人々とロシアの指導者の行動を正当化する人々との間で分裂が発生したという。3月には在外ロシア正教会の教会会議は、ロシアの「特別軍事作戦」への反対者が多い小教区では、典礼でモスクワ総主教キリル1世の記念をやめることを許可した。
5月30日にベルリンとドイツ主教区のマーク主教がインタビューに応じ、「戦争を歓迎する」キリル1世の観点には同意できないと語った。多くのウクライナ難民をたすけており、この戦争は犯罪であると断じている。また、教会に最も忠実なウクライナ人がロシア人と共存できないであろうといった理由から、自身の主教区がモスクワ総主教区を去るかもしれないとしている。